# Lee Hsien Loong
Lee Hsien Loong (n. 10 februarie 1952, Singapore) este un om politic din Singapore.
Este secretar general al Partidului Acțiunea Populară și începând cu 12 august 2004 deține funcția de prim-ministru, fiind al treilea premier al statului.
A mai deținut și funcțiile: ministru pentru industrie și comerț, ministru de finanțe și cea de premier-deputat (un fel de vicepremier).
A fost și ofițer în cadrul forțelor armate naționale.